# 魏文波
魏文波（1951年—），河北唐县人，汉族，中华人民共和国政治人物、第十一届全国人民代表大会河南地区代表。
毕业于天津大学高分子专业，是中共党员。担任洛阳石化党委书记。2008年起担任全国人大代表。